# سرایش ودایی
سرایش ودایی (انگلیسی: Vedic chant) یا سنت شفاهی وداها (شروتی) شامل چندین نوع پاته یا روش‌های «قرائت» و سرایش مانتراهای ودایی است. این سنت‌های سرایش ودایی به‌طور گسترده‌ای به عنوان قدیمی‌ترین فرهنگ شفاهی مداوم شناخته می‌شوند که متون ودایی (سمهیتاها) را به صورت تثبیت‌شده حفظ کرده‌اند. قدمت این متون به حدود دوران هومر (اوایل عصر آهن یا حدود ۸۰۰ قبل از میلاد) بازمی‌گردد.
یونسکو در تاریخ ۷ نوامبر ۲۰۰۸ سنت سرایش ودایی را به عنوان یک شاهکارهای شفاهی و ناملموس میراث بشری اعلام کرد.[a]

## نواها
سرایش ودایی از ۴ نوع نوا بهره می‌برد: udātta उदात्त (نوا میانی)، anudātta अनुदात्त (نوا پایین)، svarita स्वरित (نوا بالا) و dīrgha svarita दीर्घस्वरित (نوا بالا و ممتد). این نواها معمولاً با علائم ساده svara نشان داده می‌شوند: یک خط زیرین برای anudātta (अ॒)، یک خط کوچک عمودی بالای حرف برای svarita (अ॑) و دو خط عمودی برای dīrgha svarita (आ᳚).

## پاته‌ها
روش‌های مختلف قرائت یا پاته‌ها برای حفظ کامل و دقیق متن و تلفظ آن از جمله لهجه ودایی طراحی شده‌اند. یازده روش قرائت برای وداها طراحی شده‌اند که عبارتند از: سمهیتا، پادا، کراما، جاتا، مالا، شیکا، رکه، دهوَجا، دندا، رتها و گانا که گانا معمولاً دشوارترین آن‌هاست.
ابتدا به دانش‌آموزان روش‌های ساده‌تری مانند قرائت پیوسته (سمهیتاپاته)، قرائت کلمه به کلمه (پادا پاته) که در آن ترکیب‌ها (ساندی) شکسته می‌شوند و کراما پاته (کلمات به صورت الگوی ab bc cd … مرتب می‌شوند) آموزش داده می‌شود؛ سپس هشت روش پیچیده قرائت به آن‌ها آموزش داده می‌شود.
یک پاتین به معنای دانشمندی است که بر پاته‌ها مسلط شده باشد. به این ترتیب، گاناپاتین کسی است که تا مرحله پیشرفته گانا، سرایش متون را فرا گرفته است. گاناپاته یا حالت «زنگوله‌ای» سرایش به این دلیل نام‌گذاری شده که کلمات به صورت پیش و پس تکرار می‌شوند و شکلی شبیه زنگوله ایجاد می‌کنند. طنین طبیعی سرایش ودایی در گانا تقویت می‌شود. در جاتاپاته، کلمات به‌گونه‌ای درهم‌تنیده می‌شوند و به صورت پیش و پس خوانده می‌شوند.
پاته‌های سمهیتا، پادا و کراما به عنوان روش‌های قرائت طبیعی یا پرکرتی‌پاته شناخته می‌شوند. هشت روش دیگر سرایش به عنوان روش‌های قرائت پیچیده یا ویکرتی‌پاته طبقه‌بندی می‌شوند زیرا شامل برعکس کردن ترتیب کلمات هستند. خواندن معکوس کلمات معنای آن‌ها را در زبان ودایی (سانسکریت) تغییر نمی‌دهد.